# V Conferencia General del Episcopado Latinoamericano y del Caribe

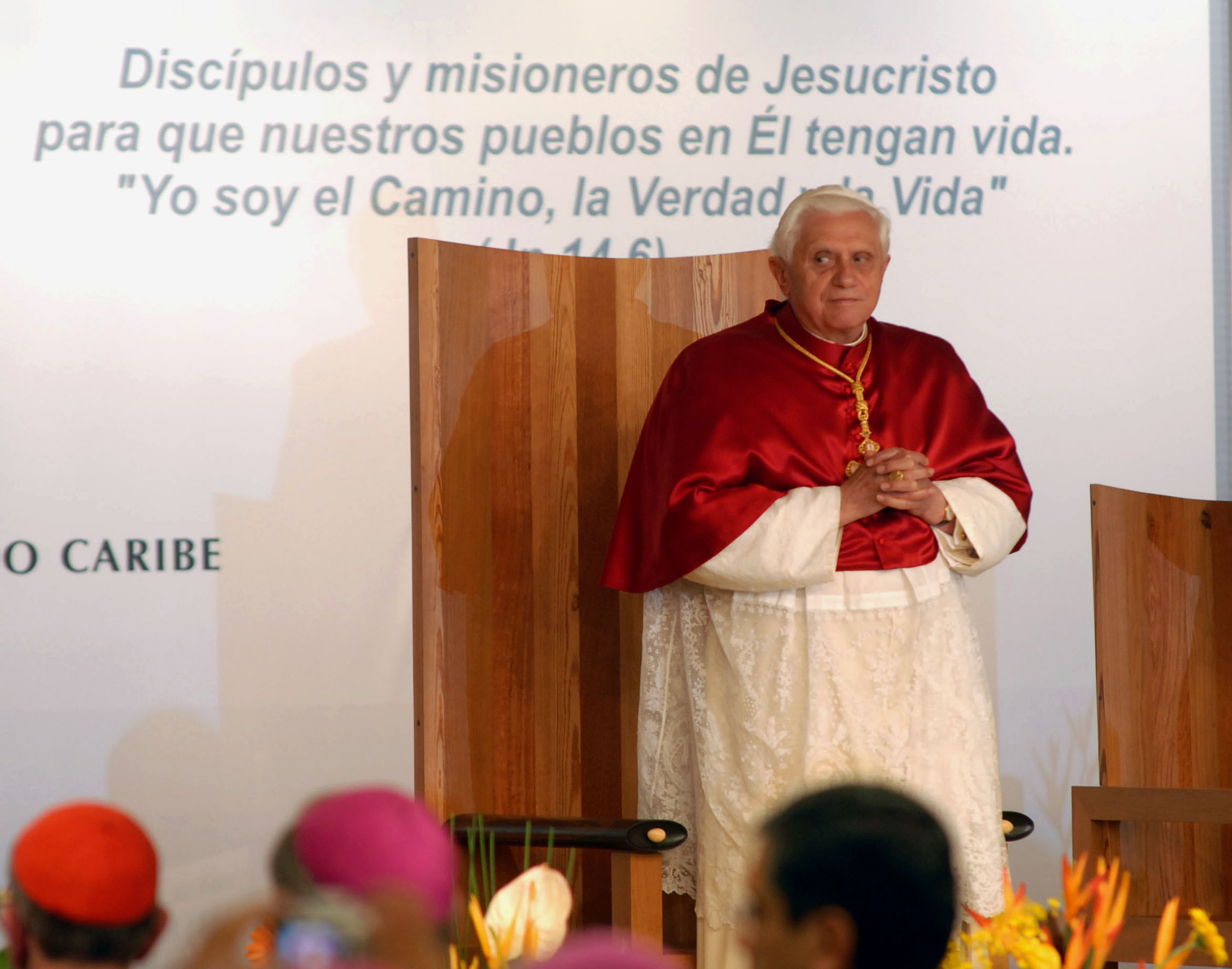
Papa Benedicto XVI en la apertura de la Conferencia.

La V Conferencia General del Episcopado Latinoamericano y del Caribe, o Conferencia de Aparecida, fue inaugurada por el Papa Benedicto XVI en Aparecida el día 13 de mayo de 2007 finalizó el 31 de mayo del mismo año. El tema de la Quinta Conferencia fue: "Discípulos y Misioneros de Jesucristo, para que nuestros pueblos tengan en Él vida", inspirado en un pasaje del Evangelio de Juan que narra "Yo soy el Camino, la Verdad y la Vida" (Jn 14,6).
La Conferencia fue convocada por el Papa Juan Pablo II y concretada por Benedicto XVI. Fue organizada por el Consejo Episcopal Latinoamericano, con la orientación de la Pontificia Comisión para América Latina. El reglamento de la Quinta Conferencia fue aprobado el 8 de abril de 2006.
La Conferencia utilizó una herramienta wiki para la preparación de sus textos de discusión.
Las otras cuatro conferencias fueron Río de Janeiro, Brasil (25 de julio al 4 de agosto de 1955), Medellín, Colombia (28 de agosto al 6 de septiembre de 1968), Puebla, México (27 de enero al 13 de febrero de 1979), y Santo Domingo, República Dominicana (12 de octubre – 28 de octubre de 1992), coincidiendo esta última con la celebración de los quinientos años de presencia del evangelio en América.